# برايان لامبرت
برايان لامبرت (بالإنجليزية: Brian Lambert)‏ (10 يوليو 1936 في المملكة المتحدة - 27 ديسمبر 2007 في المملكة المتحدة) هو لاعب كرة قدم بريطاني في مركز الدفاع. لعب مع نادي مانسفيلد تاون.